# Ezequiel N. Tirado
Ezequiel Manuel Narciso Tirado Solano, originario de Zacapoaxtla, Puebla, fue hijo de Juan Bautista Tirado Vázquez y Matilde Solano, fue un militar y político mexicano. Fue hermano Claudio N. Tirado.
Participó de forma activa en la política del estado de Puebla, siendo uno de los hombres más cercanos al licenciado Luis Cabrera Lobato, con quien colaboró hacia 1908 en la organización del Club Central Antirreleccionista de México, mismos que tuvieron especial cercanía con Aquiles Serdán. En esa época, financió la campaña presidencial de Madero por convicción e intereses personales, militando y siendo fundador del Partido Nacional Antirreeleccionista en Puebla.
Fue Delegado de Puebla en la Convención de 1911 en México, con el lema "Como constitucionalistas respetar y defender la voluntad popular en todas la elecciones". Elecciones extraordinarias en la que sería elegido Francisco I. Madero como presidente de México.
En 1912 el Coronel Tirado, estuvo a cargo del Regimiento de Artillería de Montaña en Puebla y fue parte del Estado Mayor del General Everdado G. Arenas junto con el Teniente Pomposo Aguilar durante el licenciamiento de tropas en Puebla, que se llevó a cabo después del triunfo de Francisco I. Madero, todos ellos brazo armado en la región del Lic. Federico González Garza -hermano de Roque González Garza-.
En 1921 y 1925-1926, su hermano el liberal Claudio N. Tirado se convirtió en Gobernador de Puebla, quien se le identificaba dentro del grupo cercano de Plutarco Elías Calles. 
Ezequiel N. Tirado contrajo nupcias en 1916 en Morelia, con María Coleau (Coló) Calderón hija de un migrante francés Honorato Coleau, siendo su único hijo el Lic. Luis Tirado Coló. Ezequiel falleció en 1919.
Su hijo el Lic. Luis Tirado Coló, estudió Derecho en la Escuela Libre de Derecho de Michoacán, fue un destacado periodista michoacano que escribió en El Heraldo de Michoacán, con el seudónimo de "PoLíTiCo" (Por: Luis Tirado Colo). Trabajó en la Comisión Federal de Electricidad, participando en varios proyectos en la electrificación del país, como la Presa de Colorines.